# Trimerotropis occulens
Trimerotropis occulens es una especie de saltamontes perteneciente a la familia Acrididae. Se encuentra en el sudoeste de los Estados Unidos, específicamente en el condado de Santa Bárbara, California y está considerada como una especie en peligro de extinción.
Es pequeño, de color claro, con bandas estrechas, oscuras. Su hábitat es suelos arenosos o rocosos.